# Borsonella barbarensis
Borsonella barbarensis é uma espécie de gastrópode do gênero Borsonella, pertencente a família Borsoniidae.